# دایکیری
دایکیری (اسپانیایی: daiquirí‎) خانواده‌ای از کوکتل‌هاست که از رام، آب مرکبات (معمولاً لیموی شیراز) و شکر یا سایر شیرین‌کننده‌ها درست می‌شود.
داکیری یکی از شش نوشیدنی اساسی است که در کتاب کلاسیک David A. Embury (دیوید ا امبوری) به نام The Fine Art of Mixing Drinks (هنر زیبا مخلوط کردن نوشیدنی‌ها) فهرست شده است، که برخی از انواع آن را نیز فهرست می کند.

## ریشه ها
داکیری هم اسم سحل و معدن آهن بغل سانتیاگو د کوبا در سرق کوبا، این کلمه ای با ریشه تاینو است.  ظاهراً این نوشیدنی توسط یک مهندس معدن آمریکایی به نام جنینگز کاکس، که در زمان جنگ اسپانیا و آمریکا در سال ۱۸۹۸در کوبا (در آن زمان در انتهای دولت کاپیتانی کل اسپانیا بود) اختراع شد. همچنین ممکن است که ویلیام آ. چانلر، نماینده کنگره ایالات متحده که در سال ۱۹۰۲ معادن آهن سانتیاگو را خریداری کرد، در آن سال دایکوری را به کلوپ های نیویورک معرفی کرد.
در اصل این نوشیدنی در یک لیوان بلند بسته بندی شده با یخ ترک خورده سرو می شد. یک قاشق چایخوری شکر روی یخ ریخته و آب یکی/دو تا لیموترش را روی شکر می مالند. دو/سه اونس رام سفید مخلوط را کامل کرد. بعداً دایکیری تکامل یافت تا در شیکر با همان مواد اما با یخ تراشیده شده مخلوط شود. بعد از تکان دادن کامل داخل لیوان کوپه سرد شده ریخته شد.

## تغییرات
حمینگوای داکیری/پاپا دوبل (Hemingway daquiri/papa doble) -
- ۳۰ میلی‌لیتر رام سفید
- ۱۵ میلیل‌لیتر لیکور ماراسکینو
- ۲۲.۵ میلیل‌لیتر  آب لیموترش، تازه فشرده
- ۱۵ میلیل‌لیتر آب گریپ فروت، تازه فشرده

مولاتا داکیری (Mulata Daiquiri) -
- ۶۰ میلی‌لیتر رام سال گذشته
- ۱۵ میلی‌لیتر آب لیموترش تازه
- ۱۰ میلی‌لیتر کرم دکاکائو
- ۱۰ میلی‌لیتر شربت دمرارا غنی

روز داکیری (Rose Daiquiri) -
- ۹۰ میلی‌لیتر شراب روزه خشک
- ۲۰ میلی‌لیتر رم سفید
- ۲۰ میلی‌لیتر آب لیمو
- ۲۰ میلی‌لیتر شربت ساده
- ۱ توت فرنگی، برگ‌ها قطع شده و نصف شده
- آب گازدار (به مقدار دلخواه)

رویال برمودا یاخت (Royal Bermuda Yacht Club) -
- ۶۰ میلی‌لیتر رم (ترجیحاً El Dorado 5 Year)
- ۱۵ میلی‌لیتر فالرنوم
- ۵ میلی‌لیتر اورنج کاراسائو (ترجیحاً Pierre Ferrand)
- ۲۰ میلی‌لیتر آب لیمو

## داکیری یخ زده
طیف گسترده‌ای از نوشیدنی‌های مخلوط الکلی که با یخ ریز پودر شده تهیه می‌شوند، اغلب دایکوری منجمد نامیده می‌شوند. همچنین می توان این نوشیدنی ها را با هم ترکیب کرد و از مخلوط کن ریخت و نیاز به پودر کردن دستی را از بین برد و بافتی شبیه اسموتی به دست آورد. در مقیاس های بزرگتر، چنین نوشیدنی هایی اغلب به صورت تجاری در ماشین های بزرگتر ساخته می شوند و در طعم های مختلف با الکل یا مشروبات مختلف عرضه می شوند. راه دیگر برای ایجاد یک دایکوری منجمد (بیشتر انواع با طعم میوه) استفاده از لیموترش منجمد است که بافت، شیرینی و ترشی مورد نیاز را به یکباره فراهم می کند.